# 57 mm/60 SAK Model 1950
57 mm/60 SAK Model 1950 (на шведски: 57 mm lvakan M/50) e корабна зенитна артилерийска установка с калибър 57 mm, разработена и произвеждана в Швеция от фирмата Bofors. С нея са въоръжени шведските разрушители от типа „Халанд“ и нидерландските леки крайцери тип „Де Зевен Провинсен“. Освен това лицензия за производството на 57 mm/60 SAK Model 1950 е купена от Франция, която на базата на шведското оръдие разработва и произвежда артустановката 57 mm/60 Model 1951, отличаваща се по боеприпасите и конструкцията на кулата. С тези установки във ВМС на Франция са въоръжени линейният кораб „Жан Барт“ от типа „Ришельо“, крайцерите за ПВО „Де Грас“ и „Колбер“, разрушителите от типове „Сюркуф“, „Дюпере“ и „Шаторено“.
- Френското "57mm/60 modèle 1951" в експозицията на военноморския музей на Порт Луи.
- Френското "57mm/60 modèle 1951" в експозицията на военноморския музей на Порт Луи.